# Remphan hopei
Remphan hopei is een keversoort uit de familie boktorren (Cerambycidae). De wetenschappelijke naam van de soort is voor het eerst geldig gepubliceerd in 1836 door G.R.Waterhouse.